# Lilian Wiklund
Lilian Ingegerd Wiklund, född 1 oktober 1949, är en svensk jurist.
Wiklund blev rådman i Gävle tingsrätt 1995, expeditions- och rättschef i Finansdepartementet 2001 och kammarrättslagman i Kammarrätten i Stockholm 2008. Hon valdes den 3 juni 2010 av riksdagen till ny justitieombudsman, ett ämbete hon tillträdde den 1 januari 2011. Lilian Wiklund gick i pension 2016.